# Zubiri
|  | Aquest article és sobre la localitat actual d'aquest nom. Per a altres significats, vegeu Zubiri (desambiguació) |

Zubiri és una localitat i concejo de la vall i municipi de Esteribar de la Comunitat Foral de Navarra, dins de la comarca de Auñamendi i la Merindad de Sangüesa. La localitat es troba a 20 km de Pamplona i en 2015 tenia 427 habitants. És la capital administrativa de la vall, on se situa el seu ajuntament i, també, el centre industrial d'aquest.

## Topònim
El nom de Zubiri vol dir Poble del Pont, traduït del basc (Zubi: pont i iri: poble).

## Geografia
La localitat es troba en centre de la vall d'Esteribar sota la muntanya Murelu (650 msnm.), a 526 msnm. d'altitud, a la riba dreta del riu Arga i a 20 km de la capital navarra, Pamplona. És un pas obligat del Camí francès de Sant Jaume, on els peregrins que seguien la ruta Orreaga-Pamplona, en arribar a aquesta població travessaven el riu Arga pel pont que dona el nom a la població.

## Història
Durant l'Edat Mitjana hi va haver a la localitat un monestir benedictí, el qual va dependre de Leyre per una donació efectuada per rei García el de Nájera en 1040.

## Administració
La localitat està constituïda com un concejo pertanyent al municipi d'Esteríbar. En la localitat també es troba la seu de l'Ajuntament de la vall d'Esteríbar.